# Zaborowo (powiat koniński)
Zaborowo – wieś w Polsce położona w województwie wielkopolskim, w powiecie konińskim, w gminie Wierzbinek, nad strugą Pichną.
W latach 1975–1998 miejscowość należała administracyjnie do województwa konińskiego. W roku 2011 miejscowość liczyła 108 mieszkańców, w tym 55 kobiet i 53 mężczyzn.

W gminnej ewidencji zabytków ujęty jest cmentarz ewangelicki z połowy XIX wieku.